# Velódromo Invercargill ILT
El Velódromo Invercargill ILT (en inglés: Invercargill ILT Velodrome) es el único velódromo bajo techo en Nueva Zelanda. El velódromo de 11 millones de dólares consiste en un complejo equipado junto al Estadio Southland, construido en el lado oeste del estadio propiamente dicho. El lugar también actuó como un hogar para los equipos Southern Steel de netball y Southland Sharks de baloncesto entre 2011 y 2013, tras el colapso del Estadio Southland, en septiembre de 2010, después de una tormenta de nieve gigante de Southland.